# Valkonya, Zala
Valkonya  este un sat în districtul Letenye, județul Zala, Ungaria, având o populație de 60 de locuitori (2011). 

## Demografie
Componența etnică a satului Valkonya
     Maghiari (100%)
Componența confesională a satului Valkonya
     Romano-catolici (61,67%)
     Fără religie (6,67%)
     Necunoscută (31,67%)
Conform recensământului din 2011, satul Valkonya avea 60 de locuitori. Din punct de vedere etnic, majoritatea locuitorilor (100,0%) erau maghiari.  Din punct de vedere confesional, majoritatea locuitorilor (61,67%) erau romano-catolici, cu o minoritate de persoane fără religie (6,67%). Pentru 31,67% din locuitori nu este cunoscută apartenența confesională.